# Новые Шорданы
Но́вые Шорда́ны (чув. Ҫӗнӗ Шуртан) — деревня в Канашском районе Чувашской Республики.  Входит в состав Янгличского сельского поселения.

## География
Находится в центральной части Чувашии, на расстоянии приблизительно 20 км по прямой на юго-запад от районного центра города Канаш.

## История
Известна с 1858 года как околоток деревни Вторые Хормалы. В 1897 году было учтено 70 человек, в 1926 – 54 двора, 263 жителя, в 1939 – 327 жителей, в 1979 – 229. В 2002 году было 40 дворов, в 2010 – 31 домохозяйство. В 1931 году был образован колхоз «Новые Шорданы», в 2010 году действовал ООО «Исток».

## Население
Постоянное население составляло 102 человека (чуваши 95%) в 2002 году, 90 в 2010.